# 時空管理局
時空管理局（じくうかんりきょく）とは、時間移動または並行世界間移動の技術が存在する社会を舞台としたフィクション作品に登場する架空の組織。主としてそれらの技術を悪用した犯罪（歴史改変や、特定の時代または世界にしか存在しない物品の密輸など）の捜査・摘発を行う機関の名称の一つである。

## 時空管理局が登場する作品
- 特撮
  - 恐竜戦隊コセイドン - コセイドン隊もこの組織の特別部隊
- 漫画
  - GIRLSブラボー（まりお金田）
- アニメ
  - 魔法少女リリカルなのはシリーズ
  - タイムボカン24 - 略称はJKK。同シリーズでは、それ以前にタイムパトロールを描いたタイムパトロール隊オタスケマンが制作されている。
- ゲーム
  - スクールガールストライカーズ